# Dieter Paffrath

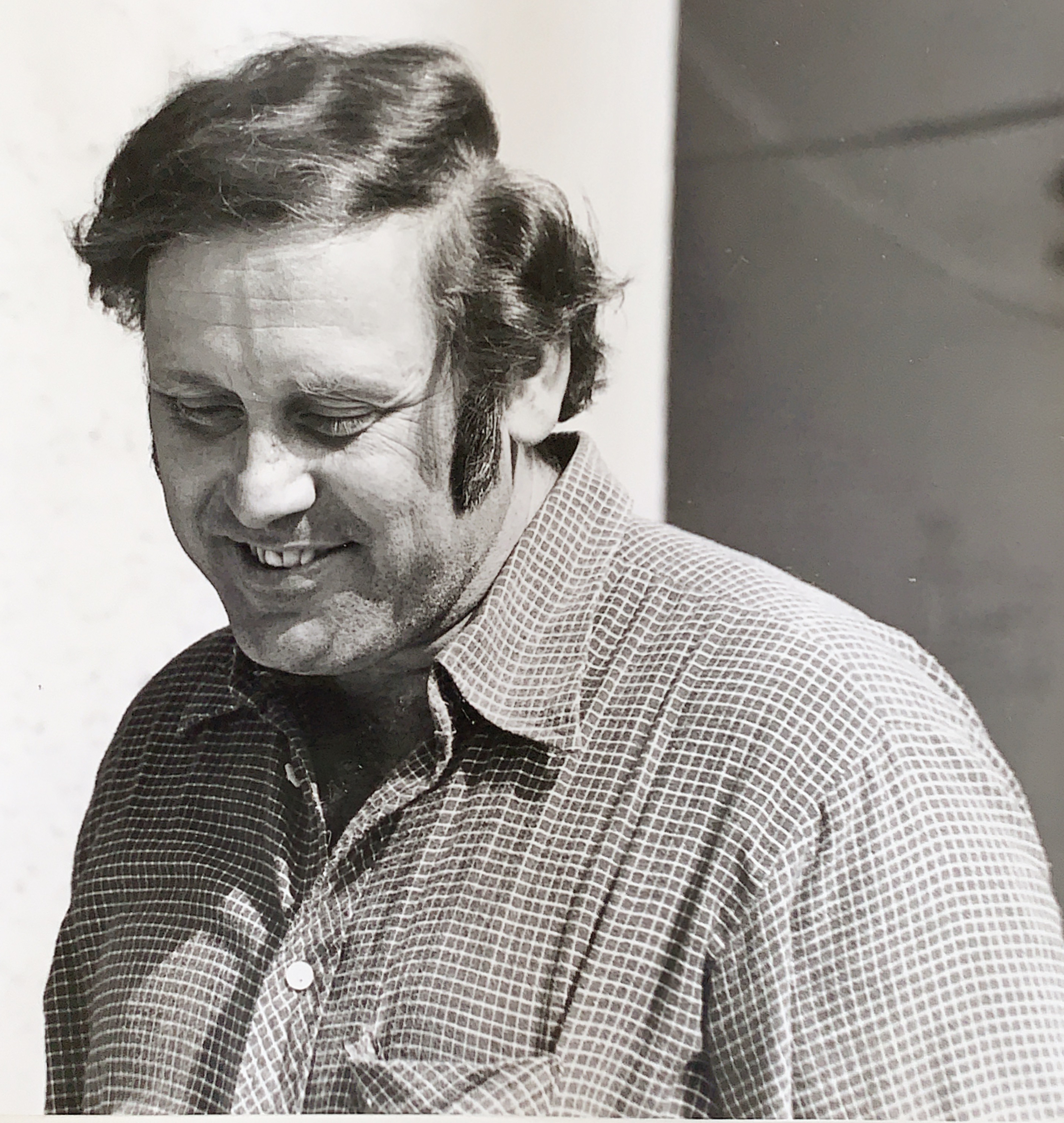
Dieter Paffrath (1985)

Dieter Waldemar Paffrath (* 20. März 1936 in Marburg; † 14. Mai 2002 in Trarego, Italien) war ein deutscher Bildhauermeister, Kunstschaffender und Dozent für Bildhauerei.

## Leben
Dieter Paffrath entstammt einer traditionsreichen Bildhauerfamilie.
Von 1952 bis 1955 absolvierte er die Lehre als Bildhauer und Steinmetz in der elterlichen Bildhauerei in Marburg an der Ockershäuser Allee. In der Zeit von 1955 bis 1958 war er Schüler des ostdeutschen expressionistischen Bildhauers Joachim Utech. Während dieser Zeit (1958–1960) bestand Dieter Paffrath das Bildhauermeister-Studium mit Diplomabschluss an der Staatsbauschule in München bei Gustav Albert in der Abteilung Meisterklasse für Bildhauer und Steinmetzen.
In seiner Studienzeit lernte er Christa Mahler aus Wasungen kennen und lieben. Im Jahre 1960 heiratete er in Marburg, im Mai 1961 wurde Sohn Thomas geboren.
1962 wurde er Mitglied des Marburger Künstlerkreises. In den folgenden Jahren nahm er an Gruppenausstellungen in Hessen teil. Auch wurden einige seiner Skulpturen durch das hessische Kultusministerium (seit 1984 Hessisches Ministerium für Wissenschaft und Kunst) erworben.
Ende Mai im Jahre 1964 wurde Tochter Christine geboren, Sohn Dietmar (Didi) folgte im August 1965. In den Jahren von 1968 bis 1970 war er Dozent für Bildhauerei an der Volkshochschule in Marburg.
Aus gesundheitlichen Gründen entschloss sich die Familie 1971, in die Schweiz an den Bodensee zu übersiedeln. Dort arbeitete er einige Jahre als Bildhauermeister in einer Bildhauerei in Kreuzlingen. 1973 erfolgte die Aufnahme in die Thurgauer Künstlergruppe. 1974 konnte er die Bildhauerei Jermann in Weinfelden als freischaffender Bildhauer und Künstler übernehmen. Die Familie folgte im selben Jahr nach Weinfelden und restaurierte ein altes Bauernhaus am Gässliweg.
Es folgten neben Grabmälern viele Aufträge an öffentlichen und privaten Bauten in der Ostschweiz. Die Kunstsammlung des Kantons Thurgau erwarb einige Skulpturen (1970 – Phönix, 1958 – Würfelhocker), welche im Kunstmuseum vom Kanton in der Kartauser Ittingen zu sehen sind.
Verschiedene Aufträge in den 80er Jahren zur Vergrößerung einiger Skulpturen von Vadim Sidur, einem russischen Bildhauer, welche in Düsseldorf (1985 – Der Mahner), im Offenburger Bürgerpark (1984 – Tod durch Liebe), in Berlin (1979 – Treblinka), in Würzburg (1987 – Tod durch Bomben) und in Konstanz (1981 – Die heutige Situation) in der Bundesrepublik Deutschland überlebensgroß aufgestellt wurden. Verbunden mit diesen Arbeiten trafen sich die beiden Künstler 1984 in Moskau, was zu einer Vertiefung der freundschaftlichen Beziehung und Zusammenarbeit führte, die bis zum Tode Sidur's 1986 andauerte.
1989 fand eine Einzelausstellung im Haffterhaus in Weinfelden großen Anklang. Ermutigt folgten weitere Ausstellungen 1990 in Sens und Fontainebleau in Frankreich.
Im Jahre 1992 übergab er die Bildhauerei Paffrath & Sohn an seinen Sohn Dietmar infolge seiner Staublungen-Erkrankung und gründete ein neues Atelier die „Casa Scultore“ in Norditalien am Lago Maggiore. Das südliche Klima und die Fauna ermöglichten ihm ein freieres Atmen und gab neue Inspirationen für weitere Werke. Dieter Paffrath lebte und arbeitete mit seiner Frau Christa in Trarego/Viggiona bis zu seinem Tode im Mai 2002.

## Werke (Auszug)

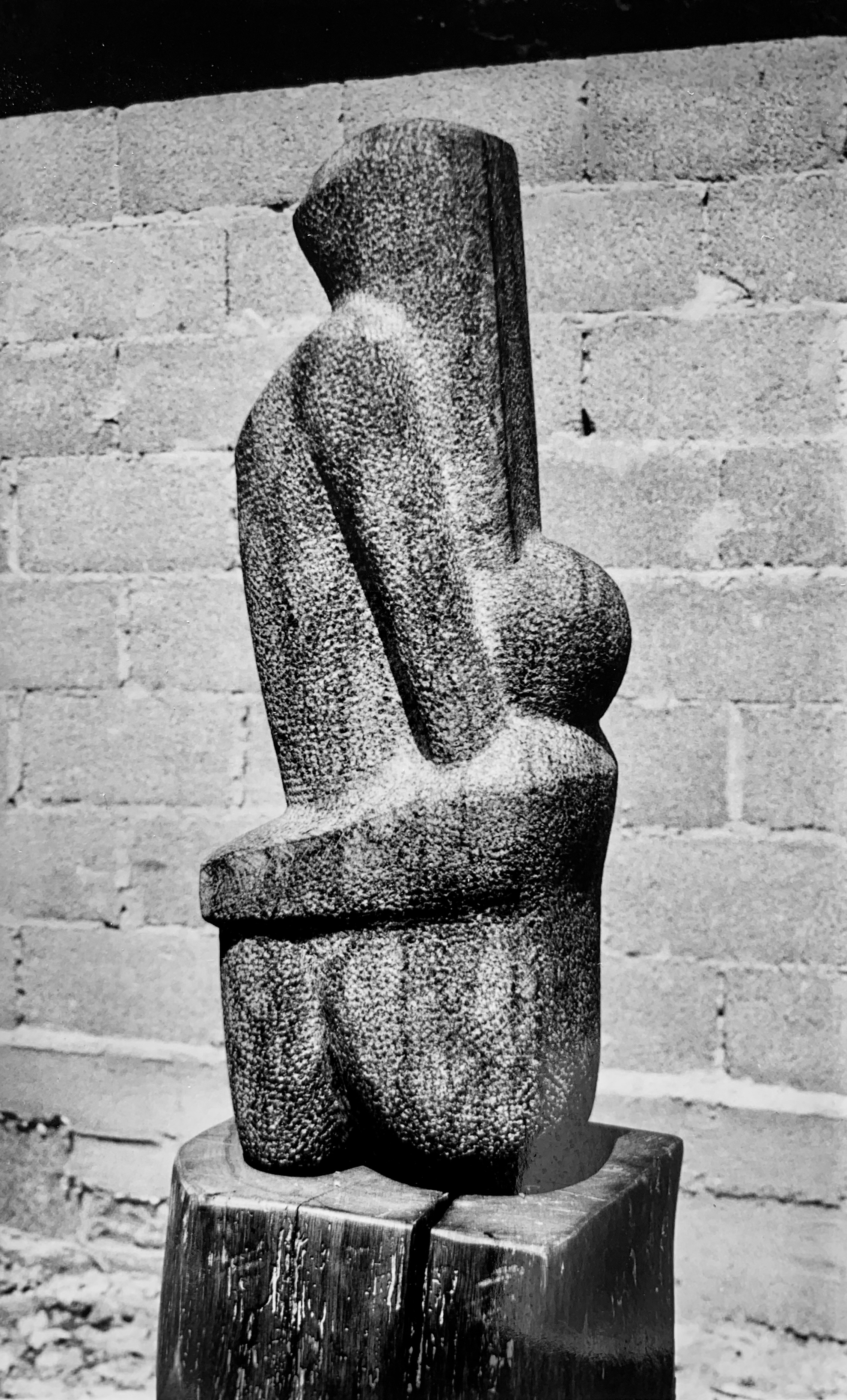
Vereinigung – Diabas, 70 cm, 1960
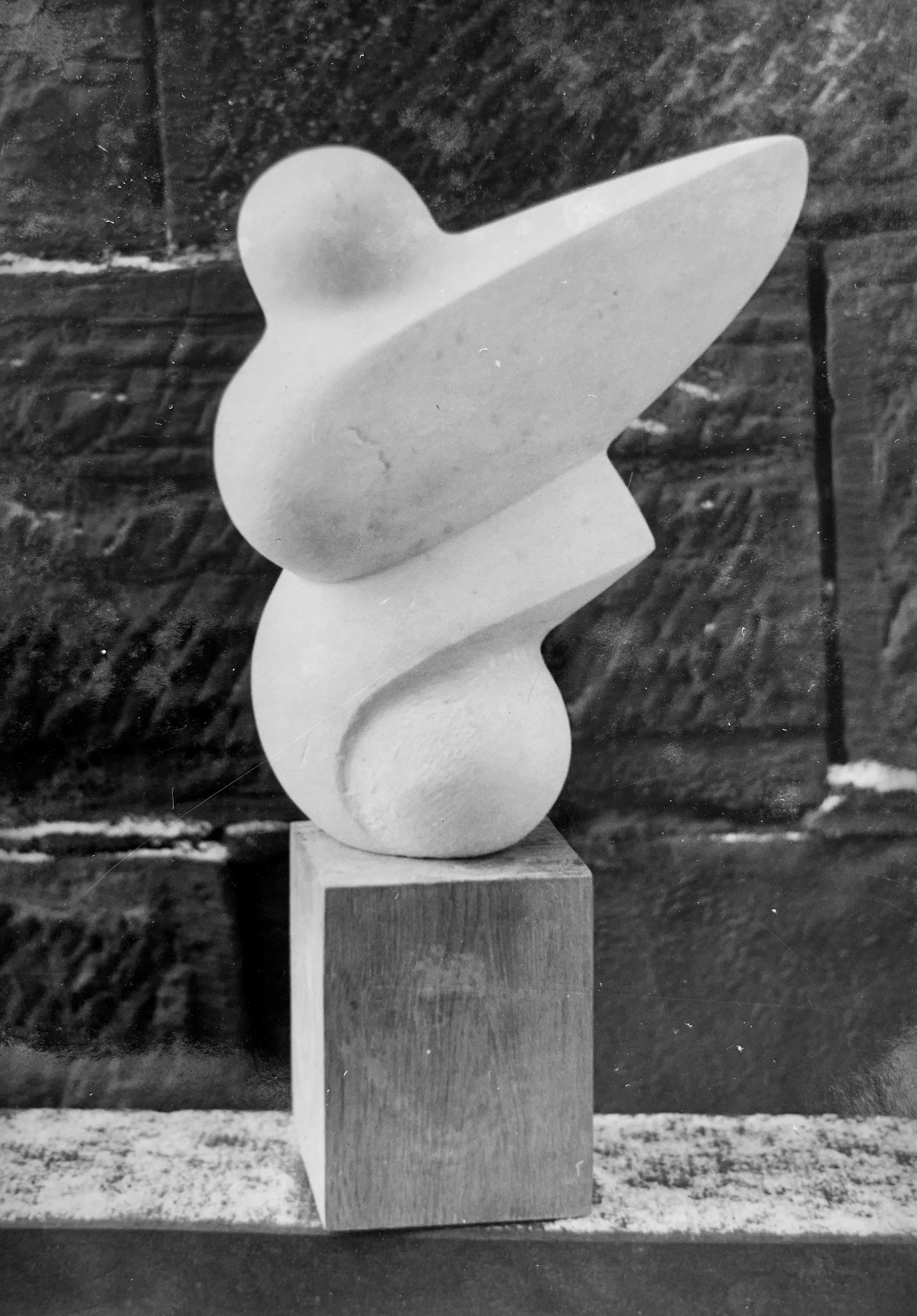
Tanzstudie – Carrara-Marmor, 45 cm, 1959
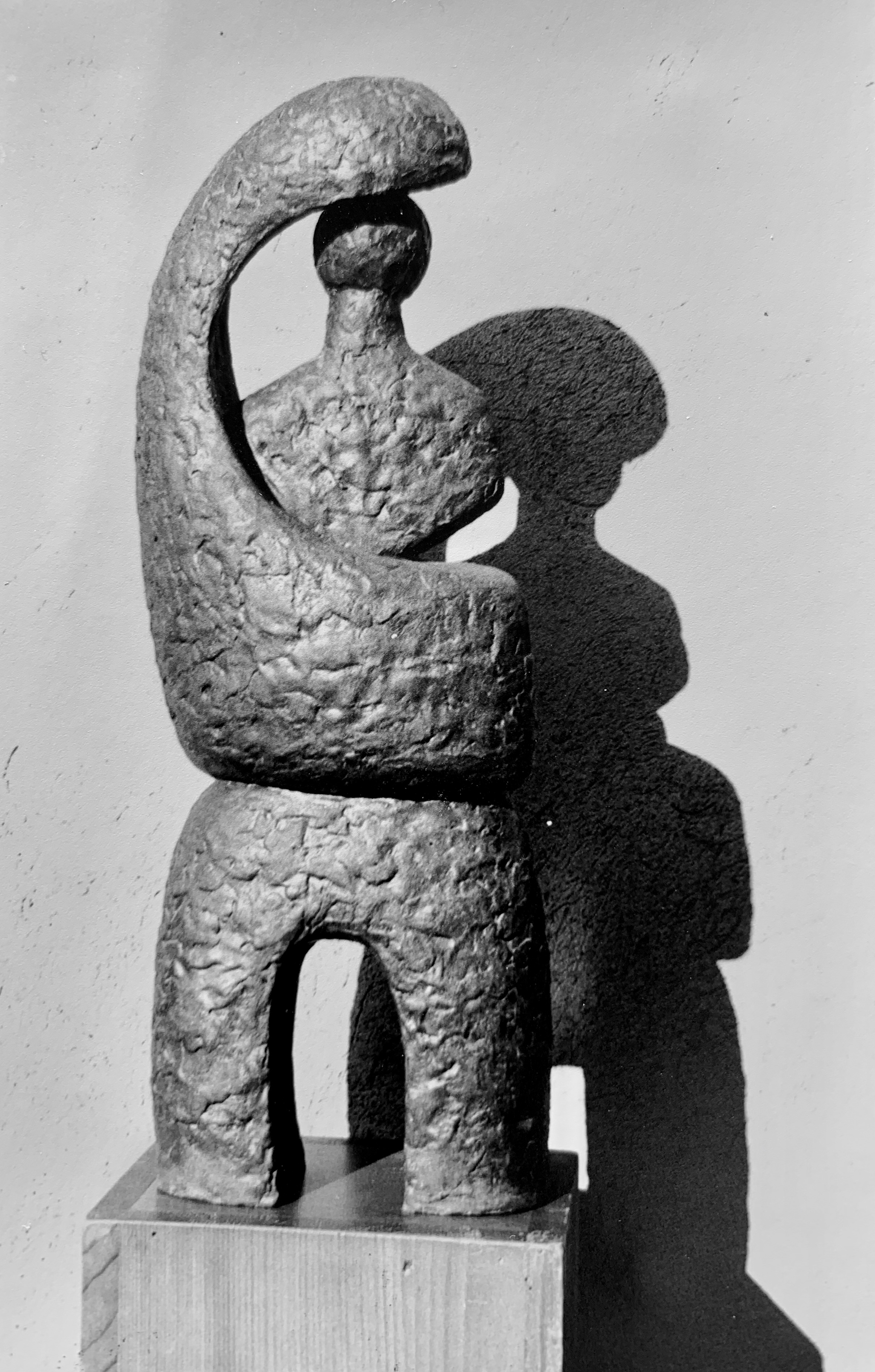
Mutter und Kind – Keramik, 60 cm, 1965
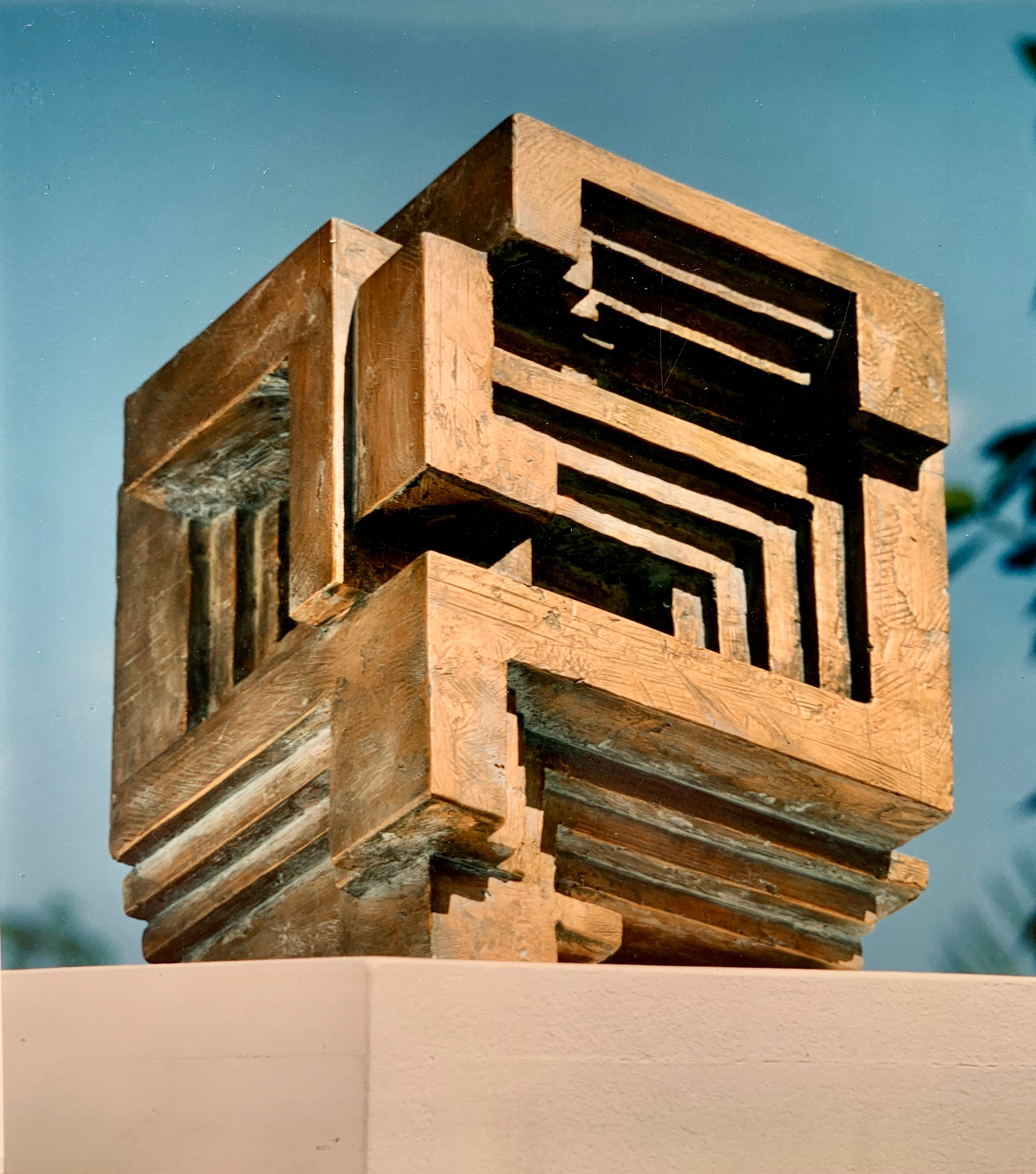
Wege nach Innen – Bronze, 30 cm, 1978
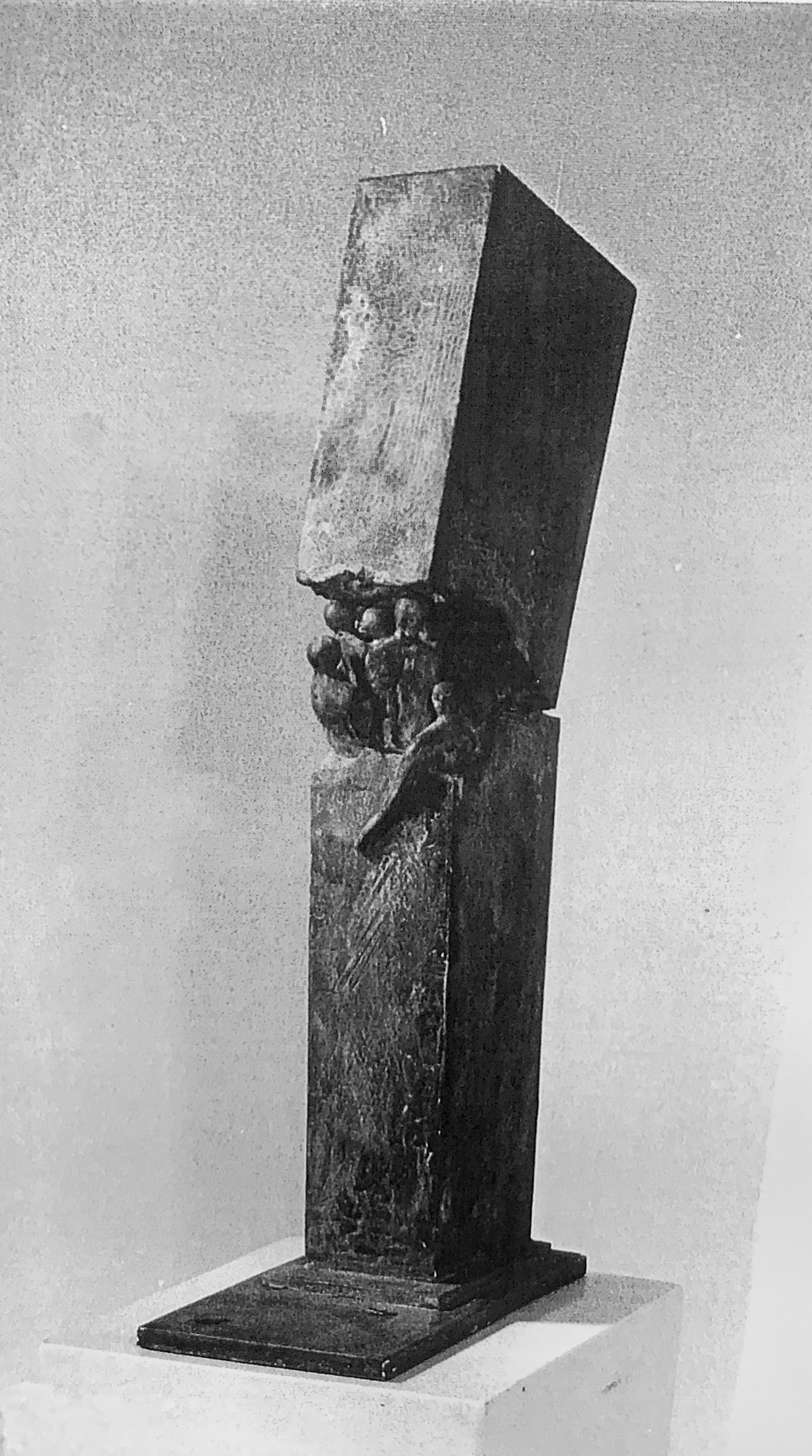
Geburt des Zerfalls – Bronze, 40 cm, 1980
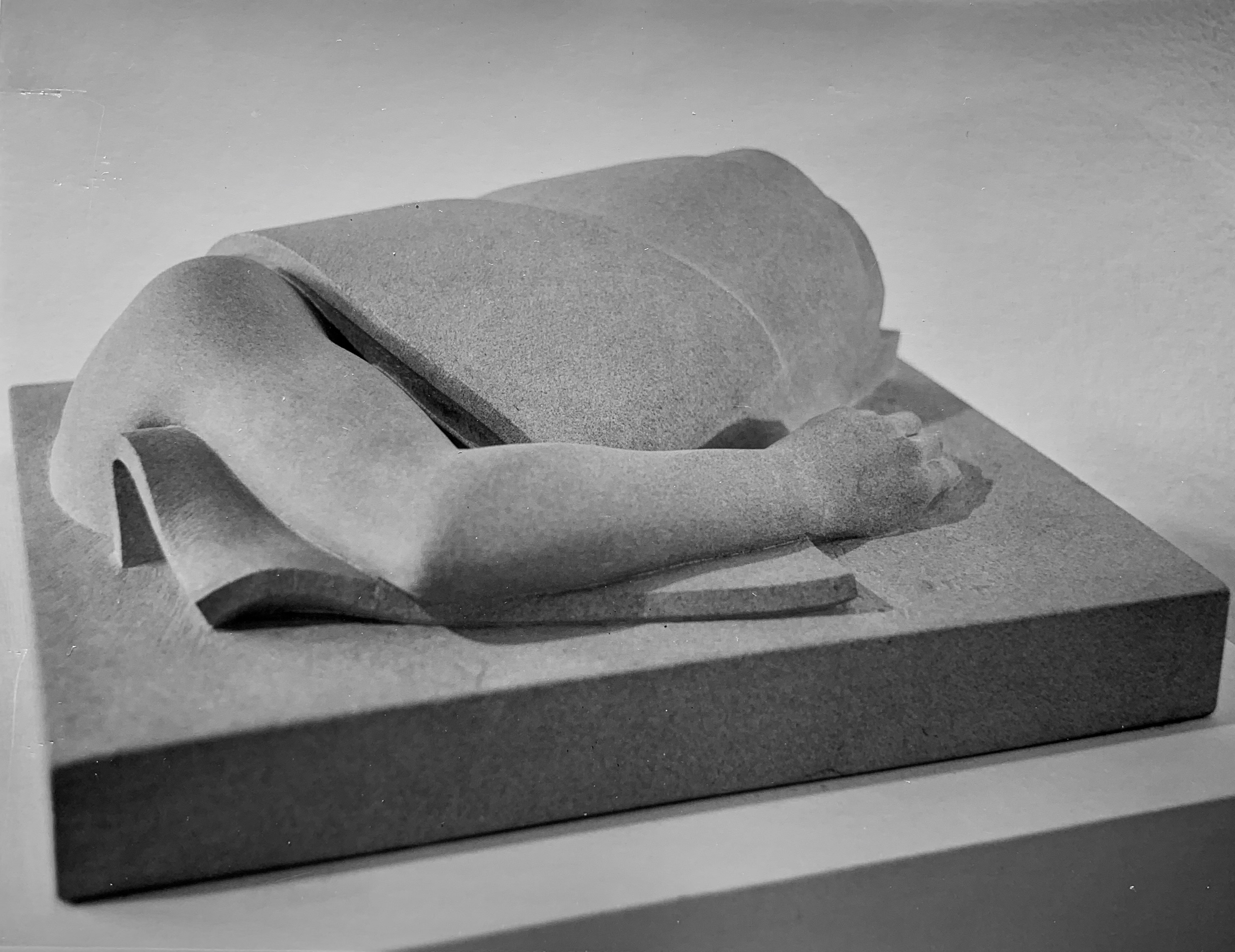
Flucht – Sandstein, 64 cm, 1981
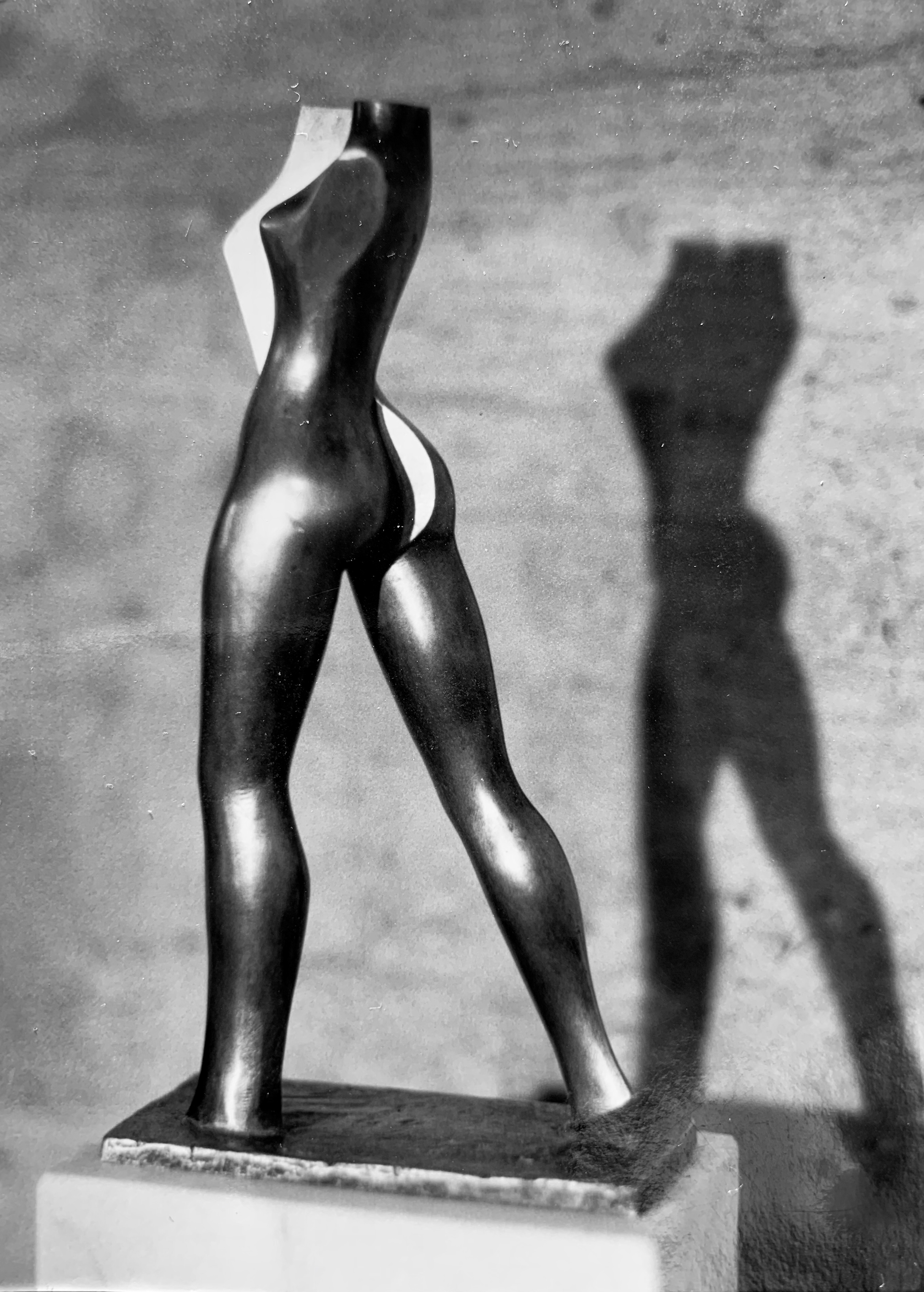
Die Zeit – Messing, 24 cm, 1984
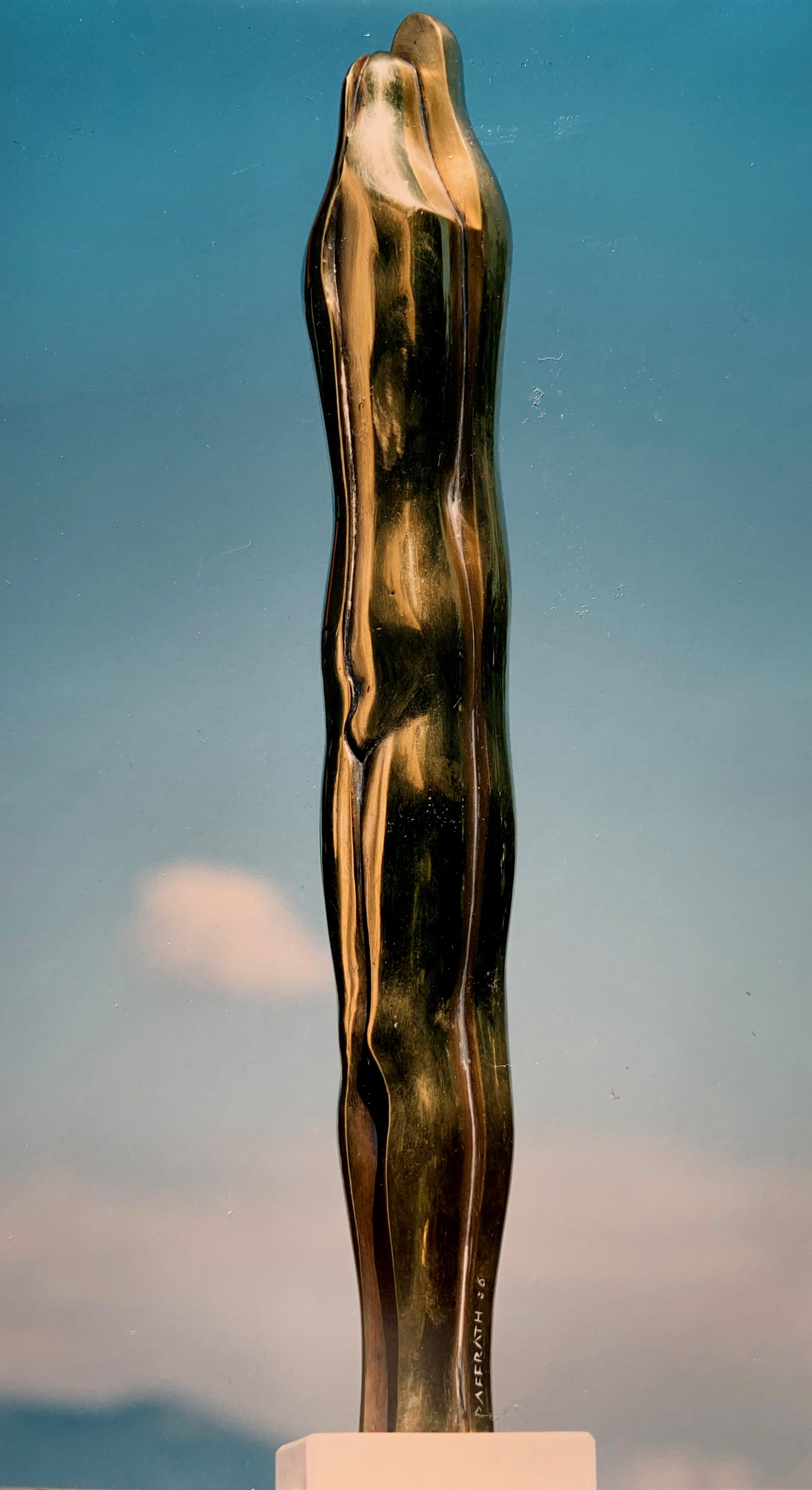
Die Liebenden – Messing, 53 cm, 1986
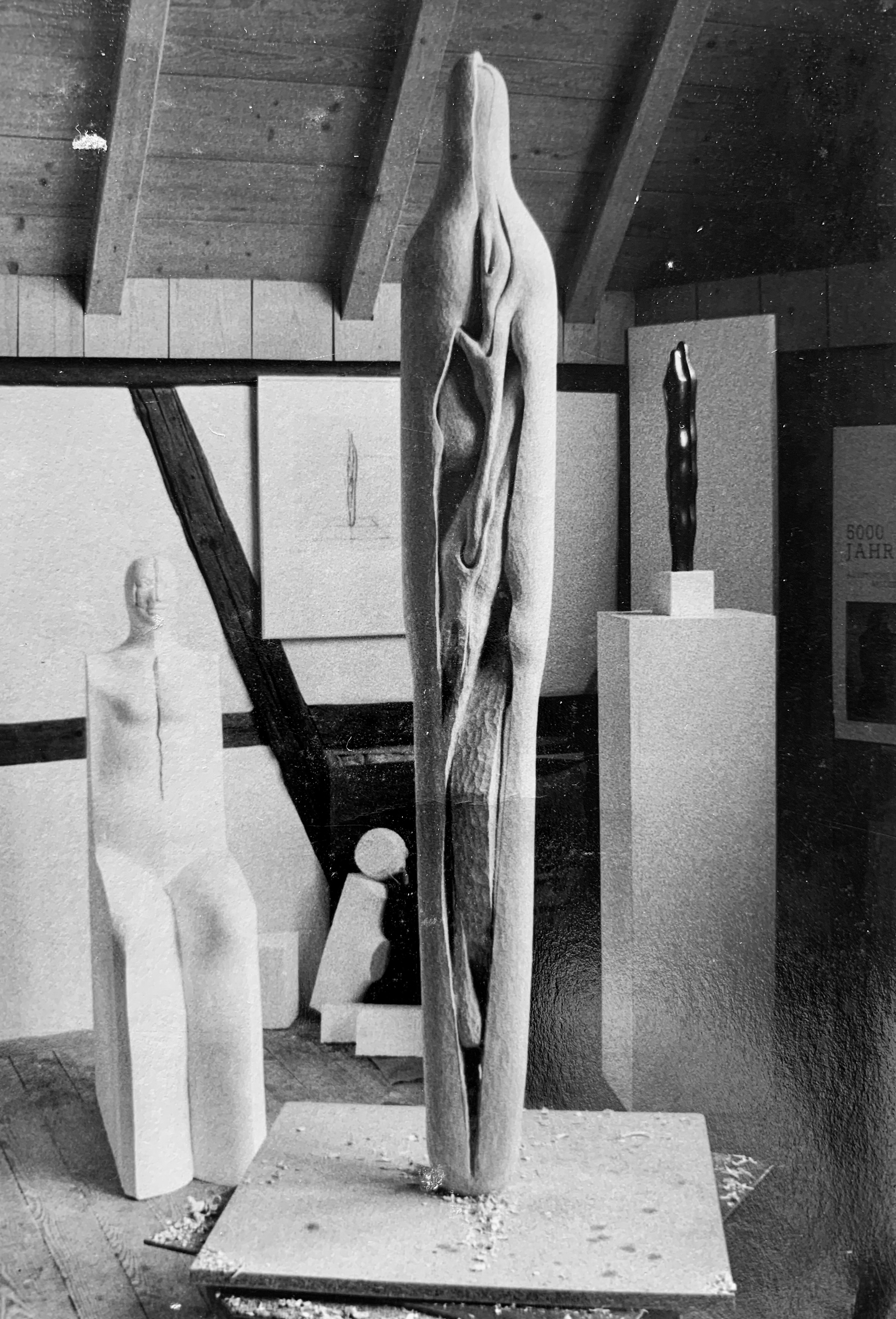
Andromache – Lindenholz, 200 cm, 1987
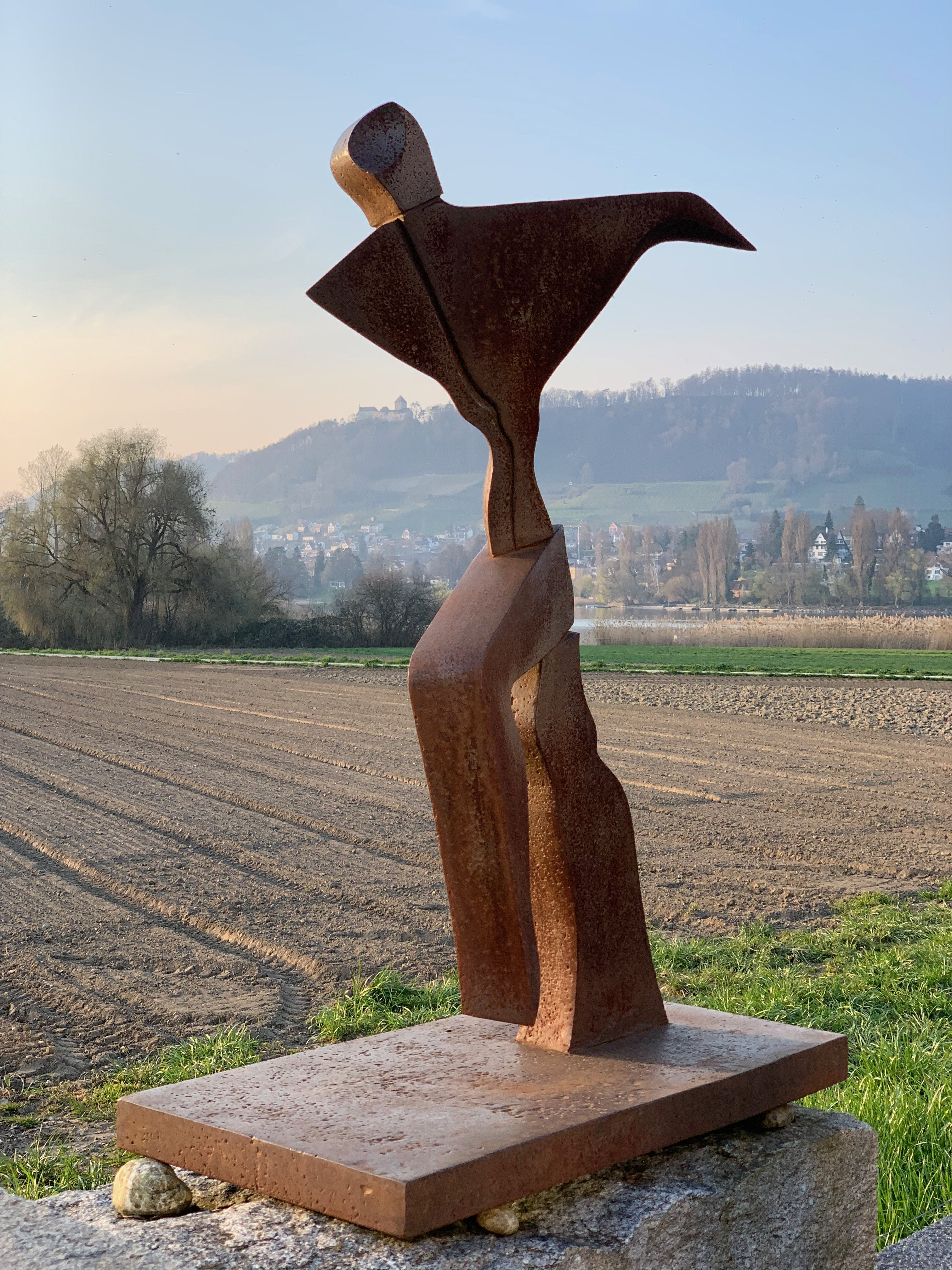
Sylphe – Eisenguss, 100 cm, 1978
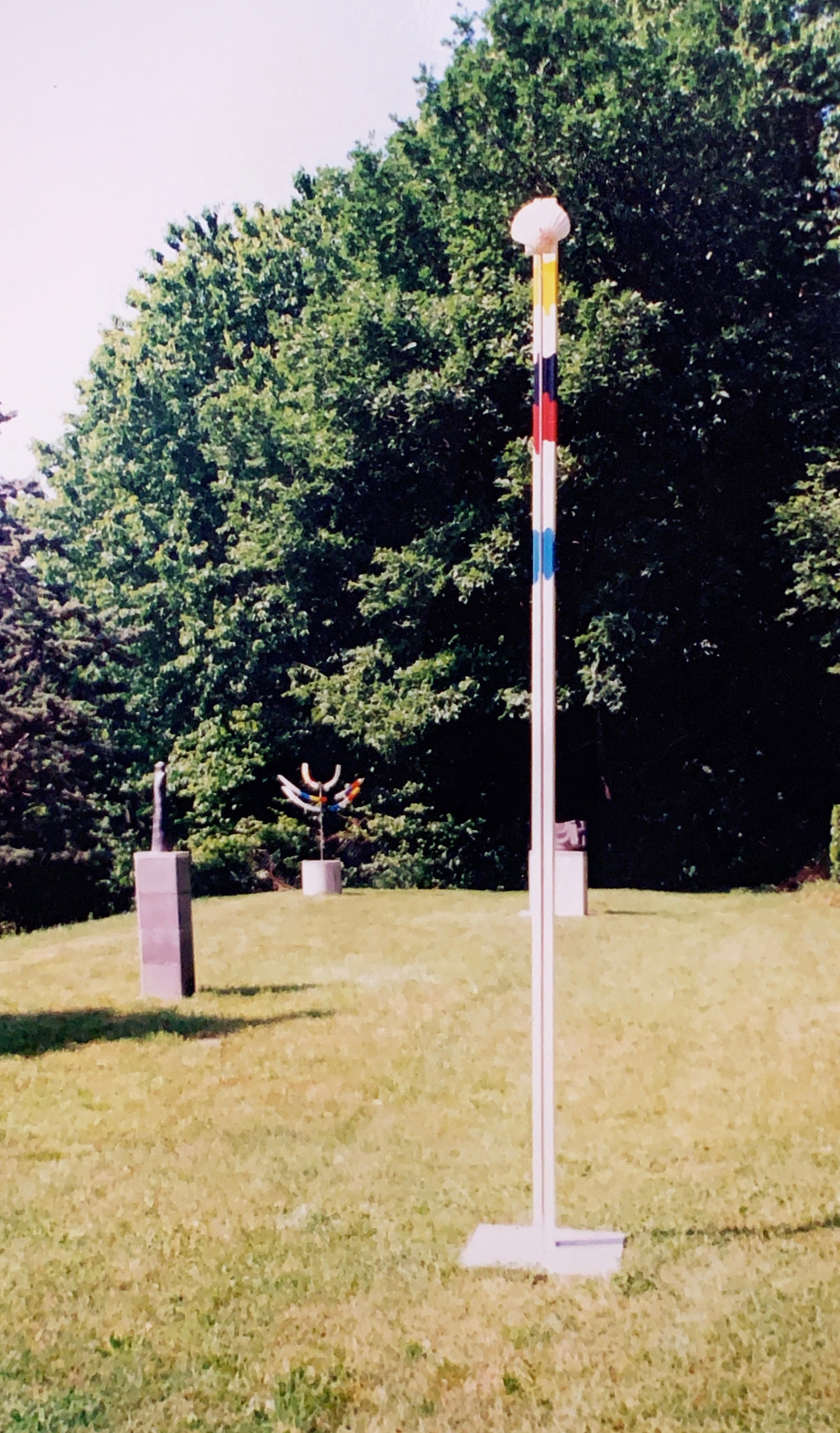
Zeitpendel – Metall bemalt, 250 cm, 2000
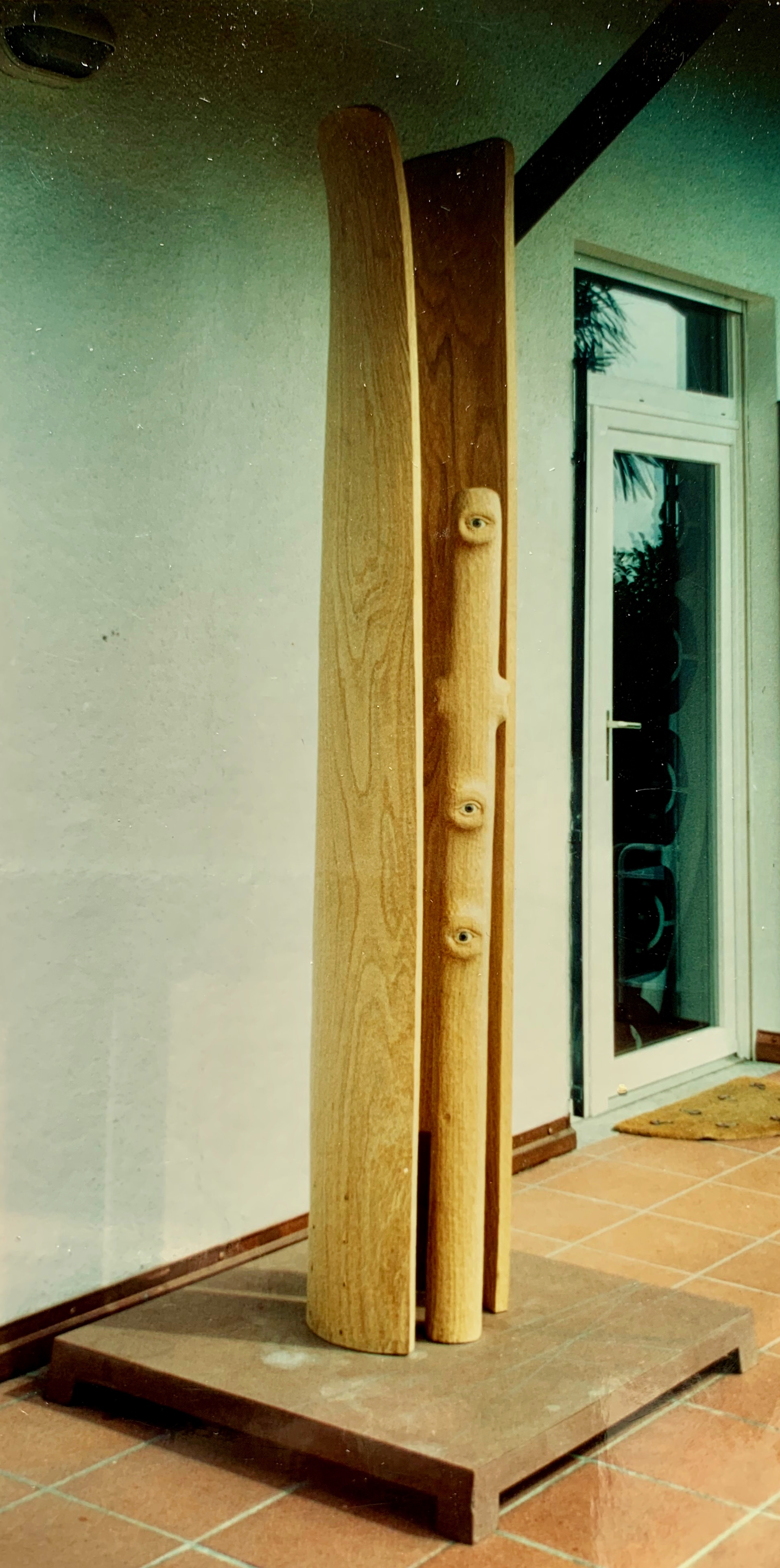
Argos – Holz, 220 cm, 2001/02
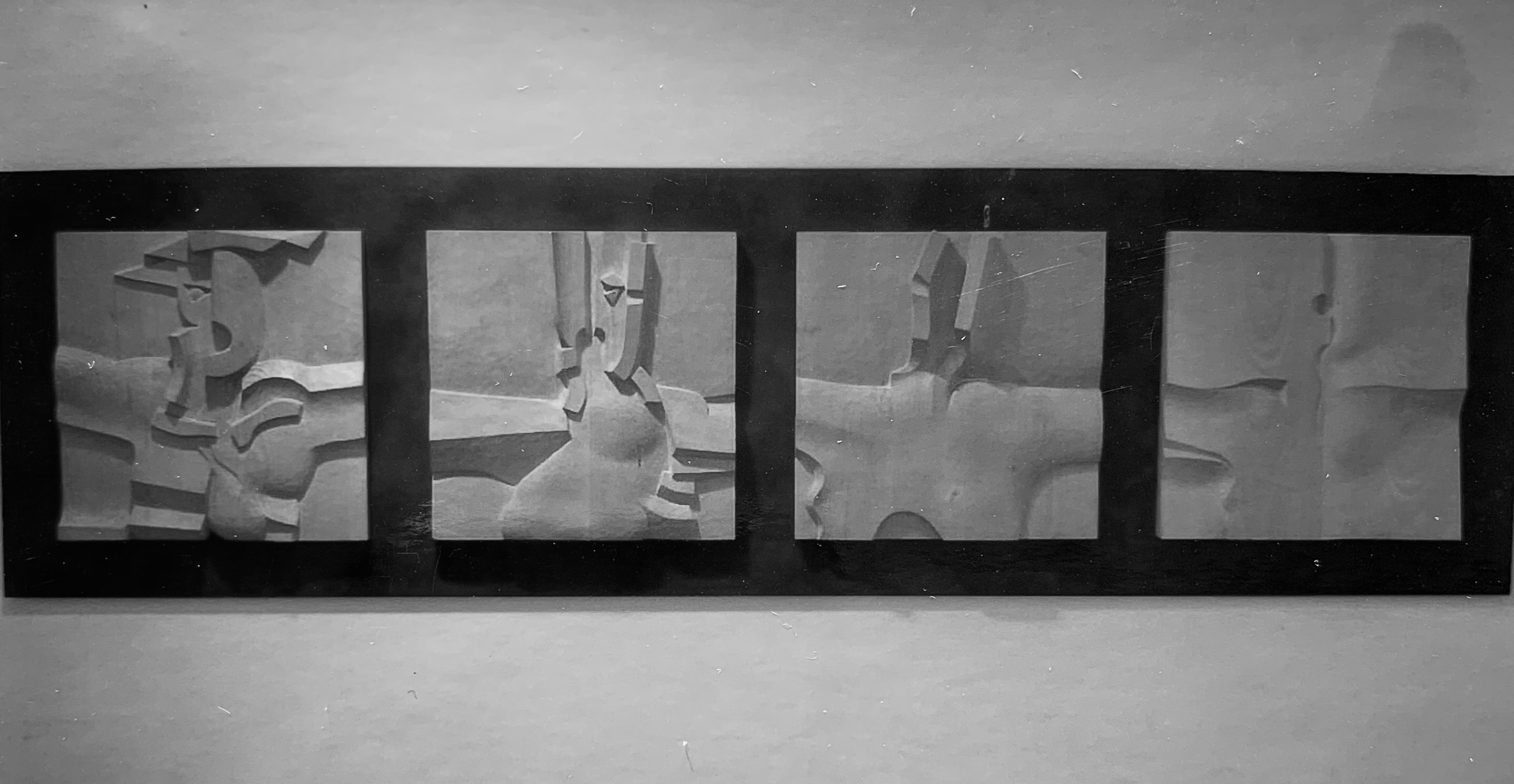
Christo va – Relief Lindenholz, 180 cm, 1999

## Öffentliche Arbeiten und Restaurierungen
- 1960 Ehren- und Mahnmal für die Opfer des Zweiten Weltkrieges in Büdingen
- 1961 Ehrenmal in Speckswinkel
- 1961 Brunnen der Blindenstudienanstalt der Uni Marburg
- 1963 Altar und Kreuz in der Abdankungskappelle in Helmstedt
- 1979–1987 Vergrößerungen der Skulpturen von Vadim Sidur (Treblinka, Die heutige Situation, Der Mahner, Tod durch Liebe und Tod durch Bomben)
- 1975 Renovierungsarbeiten an der evangelischen Kirche in Weinfelden
- 1978 Brunnenskulptur, Berufsschule Arbon
- 1980 Brunnenanlage und Holzrelief, Alterssiedlung Arbon
- 1982 Skulptur „Holdertor“ für die Stadt Frauenfeld
- 1982 Brunnenanlage, Model Holding in Weinfelden
- 1984 Laser-2-Skulptur Schweizerische Bankgesellschaft (UBS) in Arbon
- 1987 Hände-Keramik-Relief, Thurgauer Kantonalbank Weinfelden
- 1989 Bewegliche Brunnenanlage Haus Cordes in Egnach
- 1997 Bewegliche Brunnenanlage Max Zeller Söhne AG in Romanshorn

## Ausstellungen
- 1964 Ausstellung junger Künstler in der Kunsthalle Mannheim
- 1969 Erste Einzelausstellung im Patrizierhaus in Marburg
- 1975–1992 Teilnahme an vielen Gruppenausstellungen in der Ostschweiz, im Raume Zürich und im südbadischen Raum
- 1981 Dieter Paffrath (Bildhauer) / Sepp Schwarz (Maler) im Schloss Arbon in Arbon
- 1989 Einzelausstellung im Haffterhaus in Weinfelden
- 1990 Ausstellungen in Sens und Fontainebleau in Frankreich
- 1995 Einzelausstellung Kleine Galerie Schloss Weiher im Ahorntal bei Bayreuth
- 1997 Art und Weise – Plattform für 65 Thurgauer Künstlerinnen und Künstler in der Festhütte Amriswil
- 1998 Einzelausstellung La Galleria a amici dell' Arte in Brissago
- 1999 Skulpturen Ausstellung in der Altstadt von Cannero
- 2006 Vater und Sohn Retrospektive im Haffterhaus in Weinfelden